# Ungleichung von Ljapunow
Die Ungleichung von Ljapunow ist eine elementare stochastische Ungleichung, welche auf den russischen Mathematiker Alexander Michailowitsch Ljapunow zurückgeht. Sie stellt eine Isotonieeigenschaft der absoluten Momente reeller Zufallsvariablen dar und lässt sich unter Anwendung der jensenschen Ungleichung für Erwartungswerte ableiten.

## Formulierung der Ungleichung
In Anschluss an die Darstellung von A. N. Širjaev bzw. Marek Fisz lässt sich die ljapunowsche Ungleichung zusammengefasst angeben wie folgt:
Gegeben seien ein Wahrscheinlichkeitsraum {\displaystyle (\Omega ,{\mathcal {A}},\operatorname {P} )} und eine reelle Zufallsvariable  {\displaystyle X\colon (\Omega ,{\mathcal {A}},\operatorname {P} )\to \mathbb {R} }   .
Dann gilt für je zwei reelle Zahlen   {\displaystyle s}   und   {\displaystyle t}   mit   {\displaystyle 0<s\leq t}   stets die Ungleichung
{\displaystyle {\operatorname {E} {{\bigl (}|X|^{s}{\bigr )}}}^{\frac {1}{s}}\;\leq \;{\operatorname {E} {{\bigl (}|X|^{t}{\bigr )}}}^{\frac {1}{t}}}  .
Insbesondere hat man stets die Ungleichungskette 
{\displaystyle \operatorname {E} {{\bigl (}|X|{\bigr )}}\;\leq \;{\operatorname {E} {{\bigl (}|X|^{2}{\bigr )}}}^{\frac {1}{2}}\;\leq \;{\operatorname {E} {{\bigl (}|X|^{3}{\bigr )}}}^{\frac {1}{3}}\;\leq \;\cdots \;\leq \;{\operatorname {E} {{\bigl (}|X|^{n}{\bigr )}}}^{\frac {1}{n}}\;(n\in \mathbb {N} )}  .

## Andere Darstellung
Für die ljapunowsche Ungleichung gibt es auch die folgende allgemeinere Darstellung:
Für eine reelle Zufallsvariable  {\displaystyle X} eines Wahrscheinlichkeitsraums {\displaystyle (\Omega ,{\mathcal {A}},\operatorname {P} )}  .
und für nichtnegative reelle Zahlen    {\displaystyle a\;,\;b\;,\;c}   mit    {\displaystyle a\geq b\geq c}   gilt stets die Ungleichung
{\displaystyle {\operatorname {E} {{\bigl (}|X|^{b}{\bigr )}}}^{(a-c)}\;\leq \;{\operatorname {E} {{\bigl (}|X|^{c}{\bigr )}}}^{(a-b)}\;\cdot \;{\operatorname {E} {{\bigl (}|X|^{a}{\bigr )}}}^{(b-c)}}  .
Zu dieser Darstellung existieren auch noch andere äquivalente Versionen.